# Base (architecture)
Pour les articles homonymes, voir base.

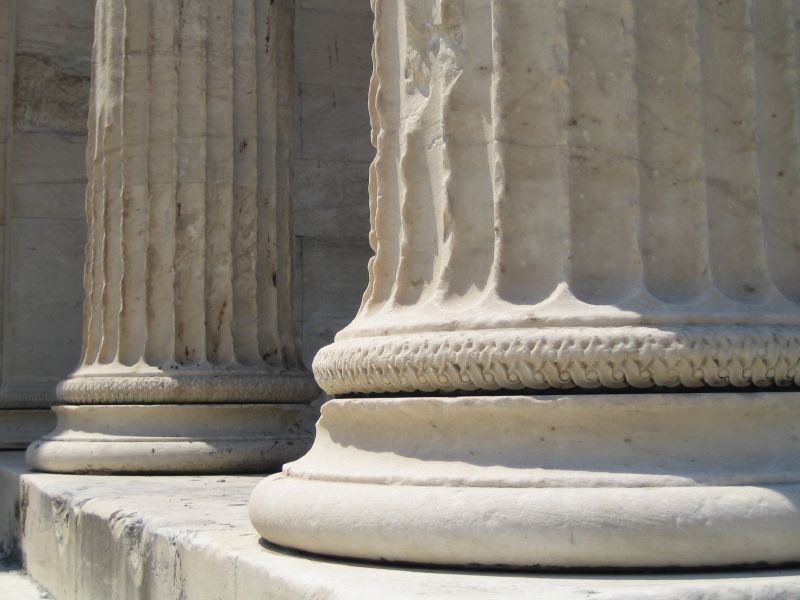
Bases des colonnes de l'Érechthéion sur l'acropole d'Athènes.

Une base (du latin basis, « base », du grec βάσις, « marche » puis « endroit sur lequel on marche, point d'appui ») est en architecture la partie inférieure empattée d'une construction qui lui sert de soutien. Plus spécifiquement, il s'agit de la partie inférieure d'un piédestal ou d'une colonne qui soutient le fût.

## Histoire

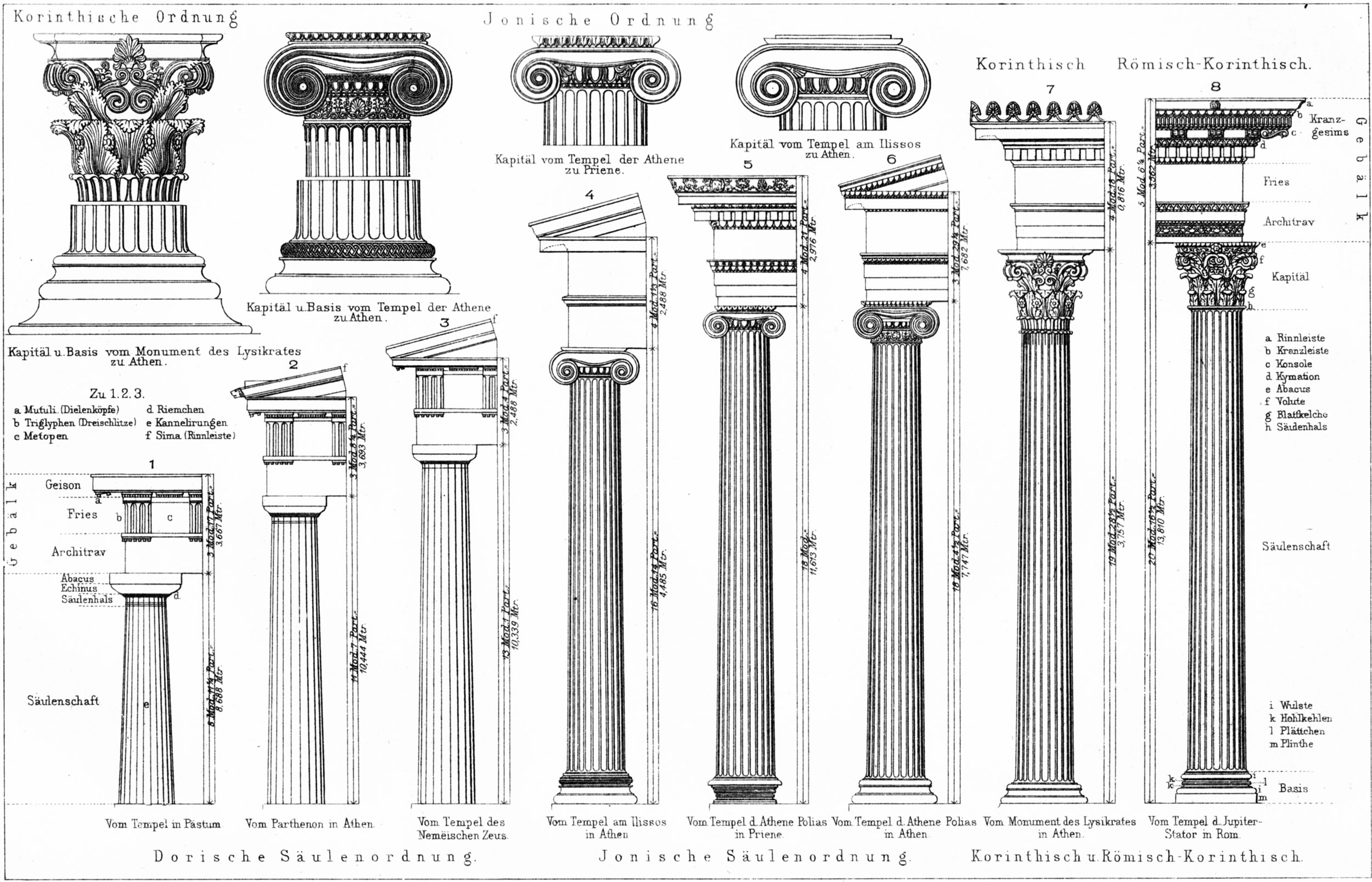
Bases de l'ordre architectural classique grec.

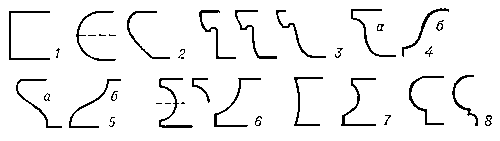
Moulures des bases : 1. Plinthe. 2. Tore déprimée ou bec de corbin. 3. Larmier. 4. Talon renversé. 5. Doucine. 6. Cavet. 7. Scotie. 8. Astragale.

Les colonnes primitives en bois (arbre à peine taillé dans l'architecture de la Grèce antique) n'ont pas de base. Les charpentiers y ajoutent probablement une base (à l'origine un simple plateau de bois ou de pierre) pour exhausser la colonne, préserver de l'humidité son pied enfoncé dans la terre qui pourrit le bois, ou lui donner plus d'assiette afin d'augmenter la surface portante et la prémunir contre des chocs sur sa partie inférieure. Les colonnes en pierre conservent par la suite cette base qui fait également office d'ornement par la variété de ses moulures.
Selon Vitruve, les architectes de la Grèce antique ayant remarqué que le pied de l’homme était la sixième partie de la hauteur du corps transportent cette proportion dans leurs colonnes. Plus tard, voulant élever un temple à Diane, ils cherchent à instaurer un nouvel ordre et ils lui donnent quelque chose de la grâce de la femme en portant la hauteur des colonnes ioniques à huit diamètres, afin que celles-ci paraissent plus sveltes. Ils y ajoutent des bases avec des enroulements, à l’imitation des chaussures, d'où le terme de « socle » (du latin socculus, « petite chaussure », « sandale », abréviation de soccus qui a donné « socque » en français) pour désigner la base de la colonne. La base la plus commune dans l'architecture romaine se nomme "base attique", elle se constitue de deux tores inégaux, séparés par une scotie (elle-même séparée des tores par un filet). Quelquefois viennent s'ajouter quelques raffinements, telles que de fines sculptures, ou même parfois un couronnement de feuilles d'acanthe d'où émerge le fût.  
On distingue différentes bases :   
- la base toscane se compose d'une plinthe circulaire ayant en hauteur la moitié de son diamètre, ainsi qu'un tore mesurant avec le congé (moulure placée à l'extrémité inférieure du fût) la hauteur de la plinthe ;
- la base ionique comprend une plinthe, deux scoties munies chacune de deux filets et séparées par deux astragales, et un gros tore qui domine le tout ;
- la base corinthienne a deux tores comme la base attique, deux astragales et deux scoties comme la base ionique ;
- la base composite diffère de la base corinthienne en ce qu'elle a ordinairement un astragale de moins[3].

Au Moyen Âge, ces règles très précises se perdirent, mais les architectes continuèrent d'imiter plus ou moins fidèlement la base antique, sans pour autant respecter un quelconque code de proportions ou de profils. La base romane dérive de la base attique en y incorporant des fantaisies décoratives telles que la présence de griffes aux angles, tant sur le tore inférieur que sur la plinthe. Ces griffes, apparues au XIIe siècle, étaient destinées à l'origine à renforcer les angles de la plinthe avant de devenir un motif décoratif. Les profils se renouvellent peu à peu et on voit apparaître une grande diversité d'arêtes et de filets. Dans l'architecture gothique du XIIIe siècle, la scotie voit son importance diminuer jusqu'à disparaître, laissant les deux tores se rejoindre et se confondre. La plinthe devient polygonale et surmonte un socle à couronnement mouluré, avant de retrouver son plan carré au XIVe siècle. Au XVe siècle apparaît également la base buticulaire, composée d'éléments verticaux juxtaposés, présentant des similitudes avec la forme d'une bouteille, ce qui expliquerait son nom. À partir du XVIe siècle, les architectes de toute l'Europe réadoptent les codes antiques.